# NGC 4803
NGC 4803 est une petite galaxie lenticulaire (elliptique ?) compacte située dans la constellation de la Vierge. Sa vitesse par rapport au fond diffus cosmologique est de 2 967 ± 23 km/s, ce qui correspond à une distance de Hubble de 43,8 ± 3,1 Mpc (∼143 millions d'al). NGC 4803 a été découverte par l'astronome allemand Albert Marth en 1865.